# 4月12日
4月12日（しがつじゅうににち）は、グレゴリオ暦で年始から102日目（閏年では103日目）にあたり、年末まではあと263日ある。

## できごと

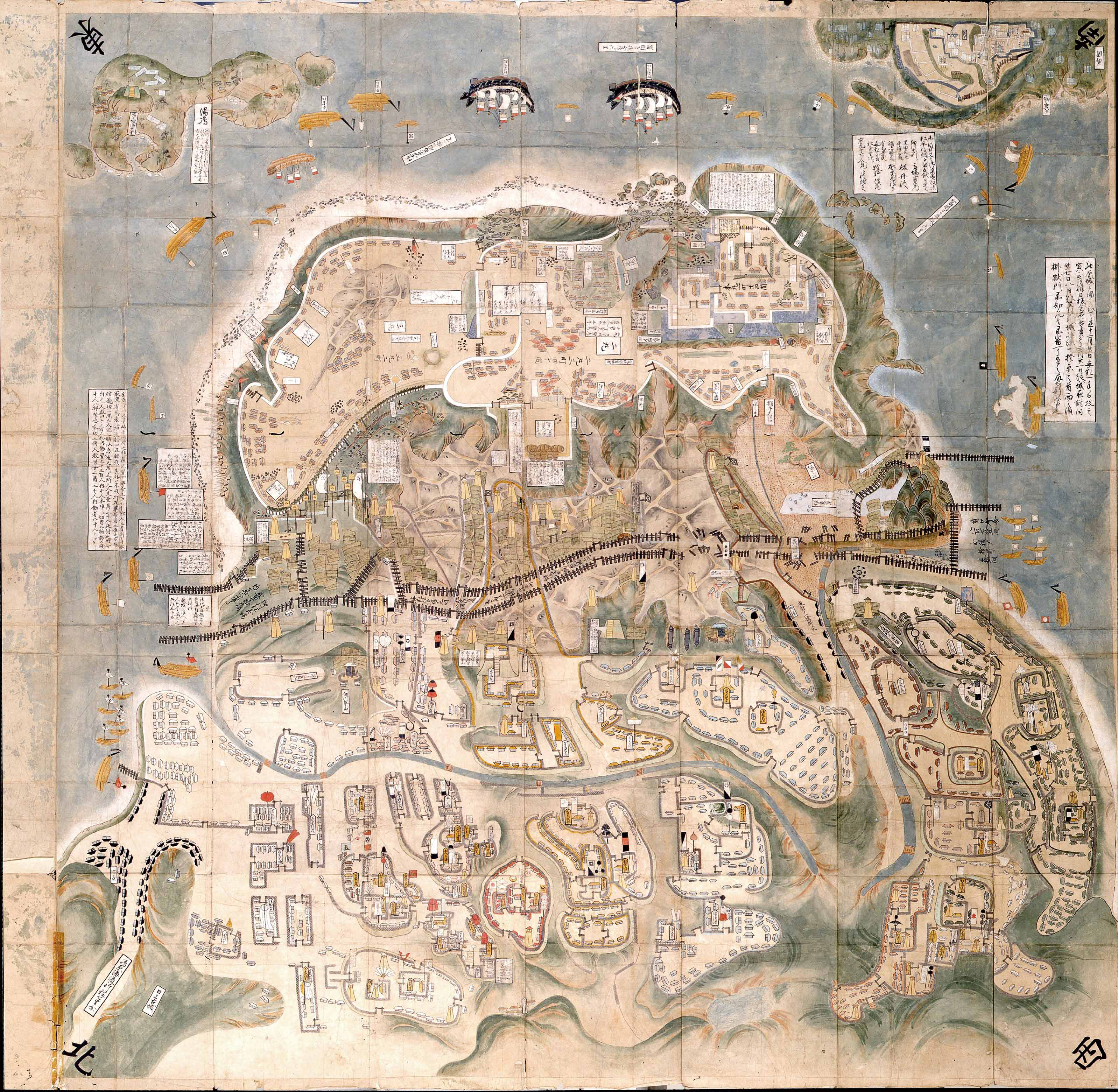
島原の乱終結(1638)

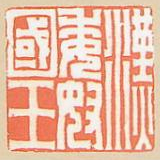
倭奴国王印出土(1784)

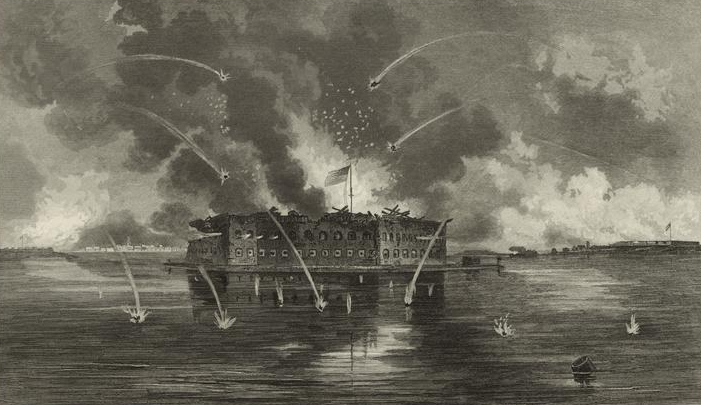
サムター要塞の戦い(1861)。南北戦争はじまる。

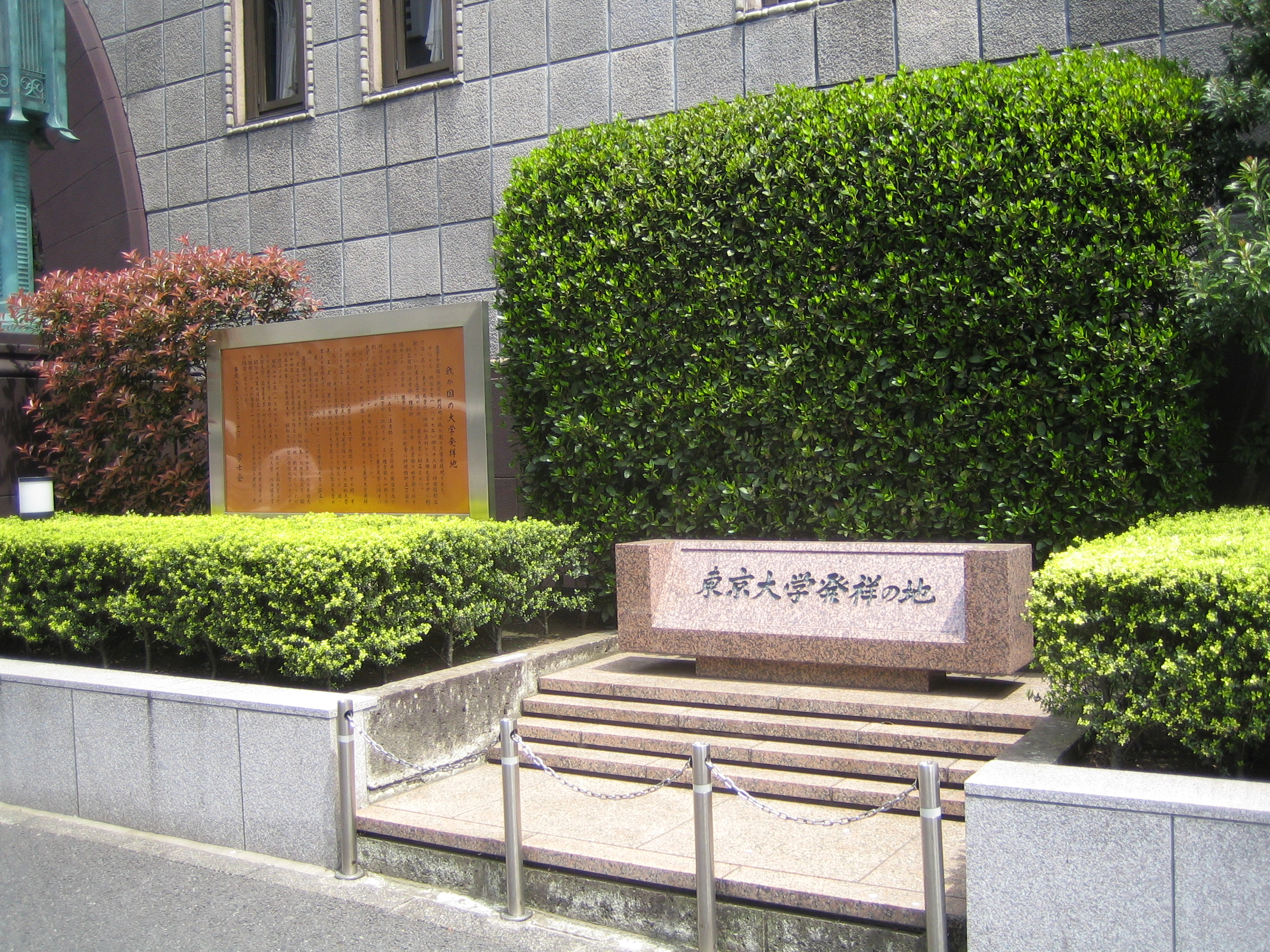
開成学校と東京医学校を統合し東京大学を設立(1877)

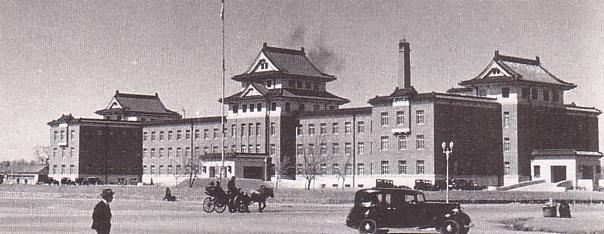
関東軍設置(1919)。画像は新京の司令部。

- 467年 - アンテミウスが西ローマ帝国皇帝に即位。
- 601年（推古天皇9年3月5日） - 推古天皇が高句麗・百済に使いを送り任那の復興を要請。
- 646年（大化2年3月22日） - 薄葬令発布。
- 1204年 - 第4回十字軍によりコンスタンティノープルが陥落。
- 1606年 - イングランド・スコットランド同君連合の旗としてユニオン・フラッグが定められる。
- 1633年 - ガリレオ・ガリレイの異端審問の正式な尋問が始まる。
- 1638年（寛永15年2月28日） - 島原・原城が落城し島原の乱が終結。
- 1657年（明暦3年2月29日） - 江戸幕府が、明暦の大火で亡くなった10万余人の霊を供養するため、本所牛島新田に回向院を建立。
- 1784年（天明4年2月23日） - 筑前国志賀島にて「漢委奴国王印」が出土。
- 1861年 - 南軍が北軍のサムター要塞（サムター要塞の戦い）を攻撃し、アメリカ南北戦争が開戦。
- 1864年 - 南北戦争: ピロー砦の戦い
- 1877年 - 東京大学（後の帝国大学、東京帝国大学。現在の東京大学）が設立される。
- 1877年 - イギリスがトランスヴァール共和国を併合。
- 1883年 - 陸軍大学校開校。
- 1905年 - 阪神電気鉄道が大阪（出入橋駅） - 神戸（三宮駅）間で開業。日本初の都市間電気鉄道。
- 1919年 - 関東軍司令部条例が公布され、関東軍が設置される。
- 1924年 - 九州鉄道の福岡駅開業。
- 1927年 - 上海で蔣介石が上海クーデター（四・一二クーデター）を起こす。
- 1927年 - リトアニアのスメトナ大統領が第三国会を解散。
- 1948年 - 日本経営者団体連盟（日経連）結成。
- 1945年 - フランクリン・ルーズベルト米大統領が在任中に死去。副大統領ハリー・S・トルーマンが大統領に昇格。
- 1954年 - ビル・ヘイリー＆ヒズ・コメッツがロック・アラウンド・ザ・クロックを録音。
- 1955年 - 東京大学生産技術研究所が、国分寺にてペンシルロケットの公開試射実験を行う[1]。
- 1957年 - 西ドイツの18人の物理学者が原子兵器の生産・実験・使用に協力しないことを宣言したゲッティンゲン宣言を発表。
- 1957年 - 第五北川丸沈没事故。耕三寺参拝の連絡船が沈没事故を起こし、死者・行方不明113人。
- 1961年 - ソ連が、ユーリイ・ガガーリンが乗った人類初の有人宇宙船「ボストーク1号」を打ち上げ。
- 1964年 - 財団法人日本科学技術振興財団テレビ事業本部（科学テレビ・東京12チャンネル。現在のテレビ東京）が開局。
- 1968年 - 東京都千代田区に霞が関ビル完成。高さ147メートルで当時日本一。
- 1973年 - 祝日法改正。振替休日が誕生。
- 1980年 - リベリアでサミュエル・ドウらが軍事クーデターを起こし、ウィリアム・R・トルバート大統領を暗殺、政権を掌握する。
- 1980年 - テリー・フォックスが希望のマラソン（英語版）を開始。
- 1981年 - 初のスペースシャトルミッションSTS-1でスペースシャトル「コロンビア」を打ち上げ。
- 1990年 - 韓国政府が大韓航空機爆破事件の犯人・金賢姫の特赦を決定。
- 1990年 - 日本飛行機専務宅放火殺人事件。
- 1992年 - フランス マルヌ・ラ・ヴァレにヨーロッパ初のディズニーテーマパーク、ユーロディズニーランド（現名称：ディズニーランド）が開園。
- 2009年 - ジンバブエ政府が、ハイパーインフレの続くジンバブエ・ドルの無期限発行停止を発表。
- 2011年 - 15歳未満の男性に対し、臓器移植法に基づく脳死判定（家族同意による）。日本国内における15歳未満への脳死判定は、同法改正後初。
- 2012年 - 京都祇園軽ワゴン車暴走事故。京都市の祇園で運転手のてんかん発作により観光客らが次々と自動車にはねられる事件が発生。運転手を含む8人が死亡。
- 2023年 - ジャニー喜多川性加害問題: 元ジャニーズJr.のカウアン・オカモトが日本外国特派員協会で被害者として会見を行う。

## 誕生日

### 人物

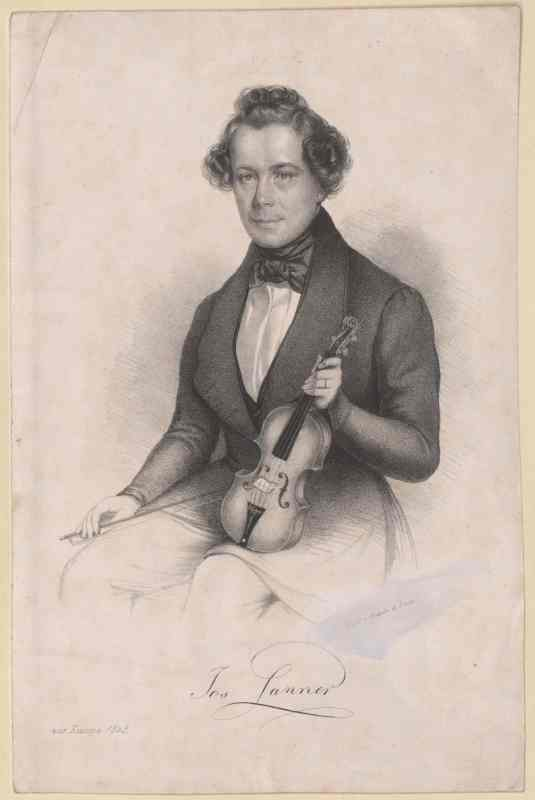
ワルツの始祖、作曲家ヨーゼフ・ランナー(1801-1843)誕生。

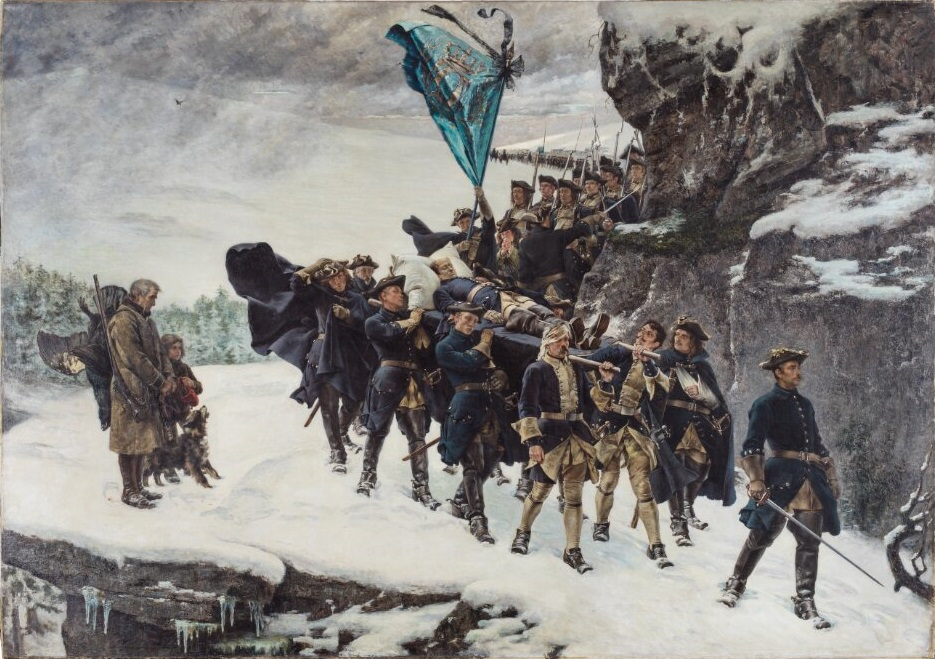
画家グスタヴ・セーデルストレム(1845-1933)誕生。画像は『カール12世の葬送』(1884)誕生。

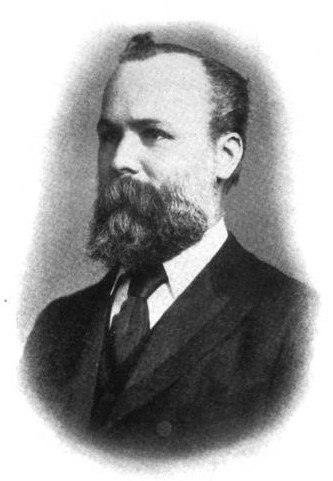
太陽黒点を研究した天文学者エドワード・マウンダー(1851-1928)誕生。

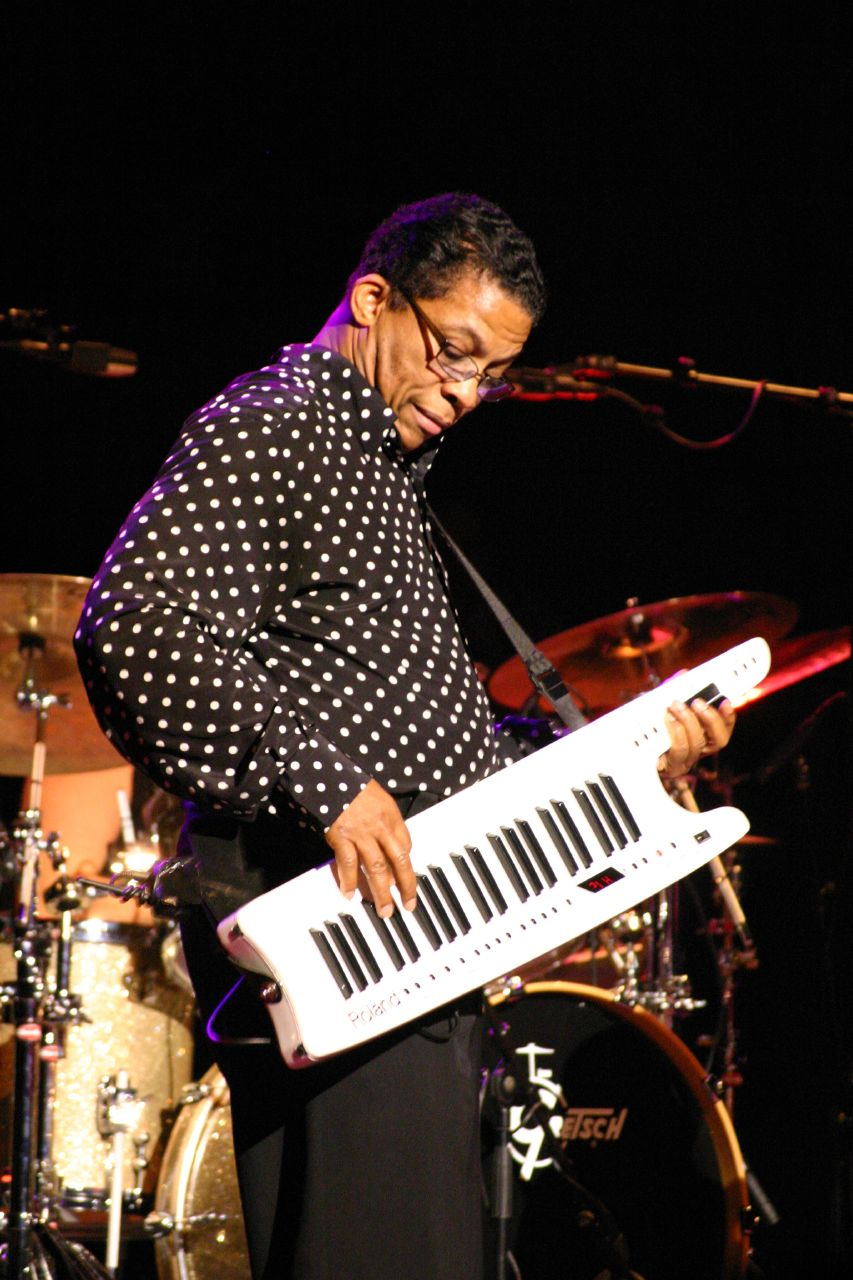
ジャズ・ピアニスト、ハービー・ハンコック(1940-)誕生。

小説家・弁護士、スコット・トゥロー(1949-)誕生。代表作『推定無罪』(1987)

- 紀元前549年 - マハーヴィーラ[要出典]、インド・ジャイナ教の開祖（+ 紀元前477年）
- 959年（天徳3年3月2日） - 円融天皇、第64代天皇（+ 991年）
- 1484年 - アントニオ・ダ・サンガッロ・イル・ジョヴァネ、建築家（+ 1546年）
- 1538年（天文7年3月13日） - 鍋島直茂、戦国武将（+ 1618年）
- 1577年 - クリスチャン4世、デンマーク王（+ 1648年）
- 1725年（享保5年3月5日） - 伊達村信、伊予国吉田藩の第4代藩主（+ 1765年）
- 1748年 - アントワーヌ・ローラン・ド・ジュシュー、植物学者（+ 1836年）
- 1777年 - ヘンリー・クレイ、政治家（+ 1852年）
- 1797年（寛政9年3月16日） - 徳川斉脩、常陸国水戸藩の第8代藩主（+ 1829年）
- 1801年 - ヨーゼフ・ランナー、作曲家、ヴァイオリニスト（+ 1843年）
- 1817年（文化14年2月26日） - 本多忠民、三河国岡崎藩の第5代藩主（+ 1883年）
- 1838年（天保9年3月18日） - 加藤泰令、伊予国新谷藩の第9代藩主・子爵（+ 1913年）
- 1845年 - グスタヴ・セーデルストレム、画家（+ 1933年）
- 1851年 - エドワード・マウンダー、天文学者（+ 1928年）
- 1852年 - フェルディナント・フォン・リンデマン、数学者（+ 1939年）
- 1860年 - 平田平三、牧師（+ 1933年）
- 1868年（明治元年3月20日） - 秋山真之、軍人（+ 1918年）
- 1871年 - イオアニス・メタクサス、政治家、ギリシャ首相（+ 1941年）
- 1872年 - 野田文一郎、裁判官、政治家、第9代神戸市長（+ 1960年）
- 1872年 - ジョルジュ・ユルバン、化学者（+ 1938年）
- 1873年 - 塩川三四郎、銀行家、元旧藝備銀行（現広島銀行）頭取（+ 1965年）
- 1876年 - 山岡萬之助、法学者、哲学者、日本大学第3代総長・総裁、貴族院議員（+ 1968年）
- 1876年 - ビック・ウィリス、元プロ野球選手（+ 1947年）
- 1880年 - アディ・ジョス、元プロ野球選手（+ 1911年）
- 1884年 - オットー・マイヤーホフ、生化学者（+ 1951年）
- 1885年 - ロベール・ドローネー、画家（+ 1941年）
- 1886年 - 井上日召、国家主義者（+ 1967年）
- 1888年 - ゲンリフ・ネイガウス、ピアニスト（+ 1964年）
- 1892年 - ヘンリー・ダーガー、作家、画家（+ 1973年）
- 1902年 - 藤田三郎、官僚、元全国農業協同組合中央会会長（+ 1990年）
- 1903年 - ヤン・ティンバーゲン、経済学者（+ 1994年）
- 1904年 - 阿部六郎[2]、ドイツ文学者、文芸評論家（+ 1957年）
- 1908年 - アンドレ・マルティネ、言語学者（+ 1999年）
- 1909年 - 佐々木秀世、政治家（+ 1986年）
- 1914年 - アルメン・アルキアン、経済学者（+ 2013年）
- 1915年 - 森井茂、元プロ野球選手（+ 1987年）
- 1915年 - ハウンド・ドッグ・テイラー、ブルースギタリスト、歌手（+ 1975年）
- 1916年 - ビバリー・クリアリー、児童文学作家（+ 2021年）
- 1916年 - ベンジャミン・リベット、生理学者（+ 2007年）
- 1916年 - 菅利雄、元プロ野球選手（+ 没年不詳）
- 1917年 - 富永嘉郎、元プロ野球選手（+ 2010年）
- 1919年 - ビリー・ヴォーン、イージーリスニングのバンドマスター（+ 1991年）
- 1920年 - 森下重好、元プロ野球選手（+ 2000年）
- 1921年 - 溝口一雄、会計学者、神戸大学名誉教授（+ 1994年）
- 1922年 - 森下元晴、政治家（+ 2014年）
- 1923年 - アン・ミラー、女優（+ 2004年）
- 1925年 - エンベル・アルテンバイ、俳優（+ 2004年）
- 1928年 - ハーディ・クリューガー、俳優（+ 2022年）
- 1929年 - 杉村フサ、アイヌ文化伝承者（+ 2018年）
- 1930年 - 二代目稀音家義丸、三味線奏者
- 1930年 - 本橋浩一、実業家、元日本アニメーション社長（+ 2010年）
- 1930年 - 桂文枝（5代目）、落語家（+ 2005年）
- 1933年 - 荒巻義雄、小説家
- 1933年 - 上村淳之、日本画家（+ 2024年）
- 1933年 - モンセラート・カバリェ、ソプラノ歌手（+ 2018年）
- 1934年 - 堀田力、弁護士、元検察官（+ 2024年）
- 1934年 - 松井やより、ジャーナリスト（+ 2002年）
- 1936年 - 島田光二、元プロ野球選手
- 1936年 - 前田隣、コメディアン（+ 2009年）
- 1936年 - フランケチエンヌ、作家、詩人、音楽家、画家（+ 2025年）
- 1937年 - 田辺義三、元プロ野球選手（+ 2018年）
- 1938年 - 渡辺晃三、俳優、声優
- 1938年 - 福井宏、プロ野球審判員
- 1940年 - 坪内ミキ子、女優
- 1940年 - 居川靖彦、テレビディレクター
- 1940年 - ハービー・ハンコック、ジャズピアニスト
- 1941年 - 西村省一郎、元プロ野球選手（+ 1988年）
- 1941年 - ボビー・ムーア、サッカー選手、指導者（+ 1993年）
- 1942年 - 上杉光弘、政治家
- 1942年 - ジェイコブ・ズマ、政治家、南アフリカ大統領
- 1942年 - カルロス・ロイテマン、F1ドライバー（+ 2021年）
- 1944年 - 園まり、歌手（+ 2024年）
- 1945年 - 沢峰次、調教師
- 1945年 - 本條秀太郎、三味線奏者、作曲家
- 1945年 - 村田喜代子、小説家
- 1947年 - 牧野和子、漫画家
- 1947年 - 得津高宏、元プロ野球選手
- 1947年 - デイヴィッド・レターマン、コメディアン、司会者
- 1947年 - トム・クランシー、小説家（+ 2013年）
- 1948年 - 中田ボタン、漫才師（中田カウス・ボタン）
- 1948年 - 金田たつえ、演歌歌手
- 1948年 - 川畑和人、元プロ野球選手
- 1948年 - 桜井輝秀、元プロ野球選手
- 1948年 - ヨシュカ・フィッシャー、政治家
- 1949年 - 大内全、技術者、実業家、元北海道電気保安協会理事長
- 1949年 - 橋本光夫、実業家、元浦和レッドダイヤモンズ（三菱自動車フットボールクラブ）社長
- 1949年 - スコット・トゥロー、小説家、ノンフィクション作家、弁護士
- 1949年 - マイティ井上、レフェリー（プロレスリング・ノア）、元プロレスラー（+ 2024年）
- 1950年 - 藤田宜永、小説家（+ 2020年）
- 1950年 - 亘信二、実業家
- 1952年 - 荒正義、プロ雀士、エッセイスト、漫画原作者
- 1953年 - 林美香子、キャスター、ジャーナリスト
- 1953年 - 三浦静加、実業家、セーラーズ創業者
- 1953年 - 佐藤文男、元プロ野球選手
- 1954年 - 三雲孝江、アナウンサー、ニュースキャスター
- 1954年 - 鮫島一歩、調教師
- 1954年 - 福士秀樹、声優
- 1956年 - 田中康夫、小説家、政治家
- 1956年 - 東直己、小説家
- 1956年 - アンディ・ガルシア、俳優
- 1956年 - 三浦哲郎、サッカー指導者（+ 2018年）
- 1960年 - 御茶漬海苔、漫画家
- 1960年 - 田中富生、元プロ野球選手
- 1961年 - リサ・ジェラルド、ミュージシャン
- 1962年 - 髙田延彦、格闘家
- 1962年 - 野村修也、法学者、弁護士
- 1962年 - 中条善伸、元プロ野球選手
- 1962年 - カルロス・サインツ、ラリードライバー
- 1963年 - 笠井信輔、アナウンサー
- 1963年 - 鈴木省吾、俳優、声優、ナレーター
- 1963年 - 森川由加里、歌手
- 1963年 - 中森衣都、漫画家
- 1964年 - 加藤哲郎、元プロ野球選手
- 1964年 - 高田雅博、映画監督、CMディレクター
- 1966年 - 渡辺正和、元プロ野球選手
- 1966年 - 佐藤康之、元サッカー選手
- 1966年 - 広瀬香美[3]、シンガーソングライター
- 1967年 - 菊池新吉、元サッカー選手
- 1967年 - 戸田ダリオ、タレント
- 1968年 - 石田ショーキチ、アーティスト（Spiral Life、Scudelia Electro）、音楽プロデューサー
- 1968年 - 宇川直宏、グラフィックデザイナー、映像作家、VJ、現代美術家
- 1968年 - 五十嵐章人、元プロ野球選手
- 1968年 - 芹澤裕二、元プロ野球選手
- 1968年 - 青柳徹、元スピードスケート選手
- 1969年 - 小寺康雄、アナウンサー
- 1970年 - 鈴木浩文、元プロ野球選手
- 1971年 - 鍵山正和、元フィギュアスケート選手、コーチ
- 1971年 - 加藤貴子、元バスケットボール選手
- 1971年 - 神田千絵、元バレーボール選手
- 1971年 - シャナン・ドハーティー、女優（+ 2024年）
- 1972年 - 浜田賢二[4]、声優
- 1972年 - 埴岡由紀子、声優
- 1973年 - 高橋秀幸、アニメ・特撮ソング歌手
- 1973年 - 松本圭司、キーボーディスト
- 1973年 - デイモン・アレン、フィギュアスケート選手
- 1973年 - クリスティアン・パヌッチ、元サッカー選手
- 1974年 - シウヴィーニョ、元サッカー選手
- 1974年 - 浅井清己、声優
- 1974年 - 安田美香、タレント
- 1974年 - 山下智弘、実業家
- 1975年 - 高宮智、漫画家
- 1975年 - 五十嵐あぐり、漫画家
- 1976年 - 高橋宏明、柔道家
- 1976年 - 髙橋康輔、アナウンサー
- 1976年 - 瀬能優、ストリッパー
- 1977年 - ジョーダナ・スパイロ、女優
- 1977年 - 紺野まひる、女優、タレント
- 1977年 - D.J.カラスコ、元プロ野球選手
- 1977年 - 濱地正浩、タップダンサー
- 1977年 - 大介、ミュージシャン（元Aqua Timez）
- 1978年 - ヴィクター・マインレンダー（石原剛）、写真家
- 1978年 - 西条みつとし、脚本家、演出家、構成作家、元お笑いタレント
- 1979年 - 小田嶋正邦、元プロ野球選手
- 1979年 - 曲山英里、タレント
- 1979年 - クレア・デインズ、女優
- 1979年 - 藤原基央、ミュージシャン（BUMP OF CHICKEN）
- 1979年 - 天野浩一、元プロ野球選手
- 1979年 - マテヤ・ケジュマン、元サッカー選手
- 1980年 - 楠瀬拓哉、ミュージシャン（元Hysteric Blue）
- 1980年 - 河野真幸、プロレスラー、総合格闘家
- 1980年 - ブライアン・マックファーデン、ミュージシャン
- 1981年 - 岩隈久志、元プロ野球選手
- 1981年 - 新里賢、元プロ野球選手
- 1981年 - 中川パラダイス、お笑いタレント（ウーマンラッシュアワー）
- 1981年 - トゥルシー・ギャバード、政治家
- 1982年 - 丘乃愛唯、元ストリッパー
- 1982年 - 甲斐雅人、元プロ野球選手
- 1983年 - 北村紗衣、イギリス文学者
- 1983年 - 佐藤彩、アナウンサー
- 1983年 - 新里英之、ミュージシャン（HY）
- 1983年 - エレナ・ドキッチ、テニス選手
- 1983年 - カイル・ヤマダ、サッカー選手
- 1984年 - 松本高明、元プロ野球選手
- 1984年 - レビ・ロメロ、元プロ野球選手
- 1984年 - メリッサ・ブランネン、失踪した少女
- 1985年 - 青柳翔、俳優、歌手
- 1985年 - アドニス・ガルシア、プロ野球選手
- 1985年 - 吉澤ひとみ、元歌手（元モーニング娘。）
- 1985年 - 小窪哲也、元プロ野球選手
- 1985年 - 三木良太、元サッカー選手
- 1986年 - 山本彩乃、声優、タレント
- 1987年 - 古田恵、声優
- 1987年 - ブレンドン・ユーリー、ミュージシャン（パニック!アット・ザ・ディスコ）
- 1988年 - 小原春香、歌手、タレント（元SDN48）
- 1988年 - 森公平、歌手、タレント（元新選組リアン）
- 1988年 - 吉田実代、プロボクサー、元総合格闘家
- 1988年 - ステファノ・デシモーニ、プロ野球選手
- 1989年 - 妃海風、女優、歌手、元宝塚歌劇団星組
- 1989年 - ケイトリン・ウィーバー、フィギュアスケート選手
- 1989年 - ソーニャ・ムゴシャ、フィギュアスケート選手
- 1990年 - 酒井宏樹、サッカー選手
- 1990年 - 後藤晴菜、アナウンサー
- 1990年 - 江玟玟、フィギュアスケート選手
- 1990年 - 荒井賢太、元俳優
- 1990年 - 須田泰大、元俳優
- 1990年 - 出岐雄大、元陸上選手
- 1991年 - 石川舜一郎、ラジオパーソナリティ
- 1991年 - 菊池大介、サッカー選手
- 1991年 - 劉詩雯、卓球選手
- 1991年 - 森岡亮太、元サッカー選手
- 1991年 - 山田拓朗、元競泳選手
- 1992年 - 浅沼優瑠、サッカー選手
- 1992年 - 中西倫也、サッカー選手
- 1993年 - 伊藤玖祥、ラグビー選手
- 1993年 - 鈴々舎美馬、落語家
- 1994年 - 鈴木愛理、歌手（元℃-ute）
- 1994年 - シアーシャ・ローナン、女優
- 1994年 - 藤浪晋太郎、プロ野球選手
- 1995年 - 海乃月雫、プロレスラー、元俳優
- 1996年 - 川本璃、ボーカル、パフォーマー（Happiness、元E-girls）
- 1996年 - 髙橋昴平、ラグビー選手
- 1996年 - 中川圭太、プロ野球選手
- 1996年 - 岩佐明香、スキージャンプ選手
- 1996年 - 晝田瑞希、プロボクサー
- 1998年 - 綿貫陽介、プロテニス選手
- 1998年 - 伊藤純也、サッカー選手
- 1999年 - 羽澤慎治（英語版）、プロテニス選手
- 2001年 - 湯上響花、ファッションモデル
- 2002年 - 中山礼都、プロ野球選手
- 2003年 - 澤田将、サッカー選手
- 2004年 - 上村ひなの、歌手 (日向坂46)
- 2005年 - 谷口愛季、歌手（櫻坂46）
- 紀元前98036年（公称） - ルーク篁、ミュージシャン（聖飢魔II）
- 生年不詳 - 西優子、声優
- 生年不詳 - 広山和比古、声優
- 生年不詳 - 中森衣都、漫画家
- 生年不詳 - 山下絵里香、ナレーター

### 人物以外（動物など）
- 1990年 - ノースフライト、競走馬、繁殖牝馬（+ 2018年）
- 2011年 - サウンズオブアース、競走馬（+ 2023年）

## 忌日

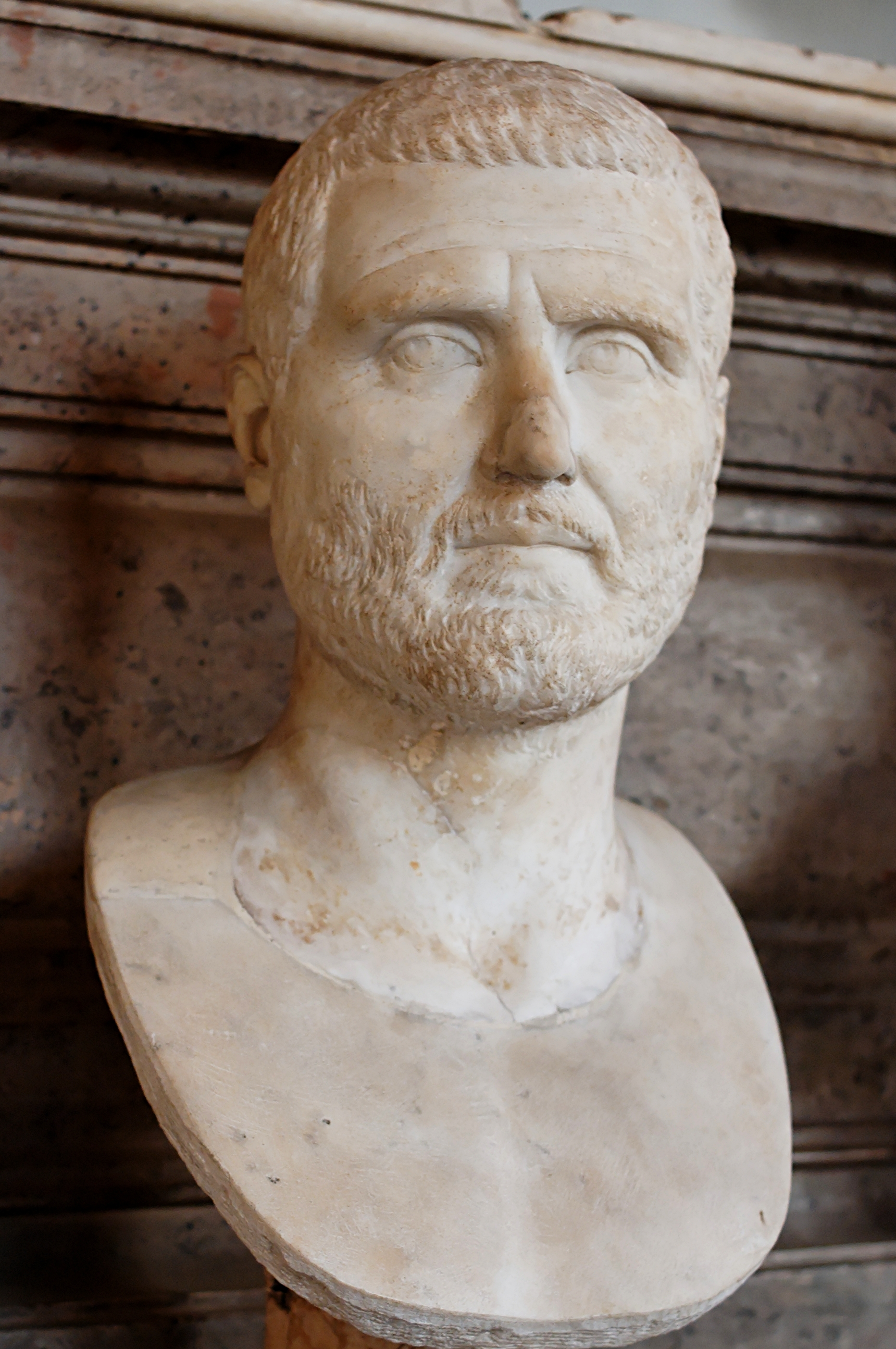
ローマ皇帝ゴルディアヌス1世(159-238)自殺。

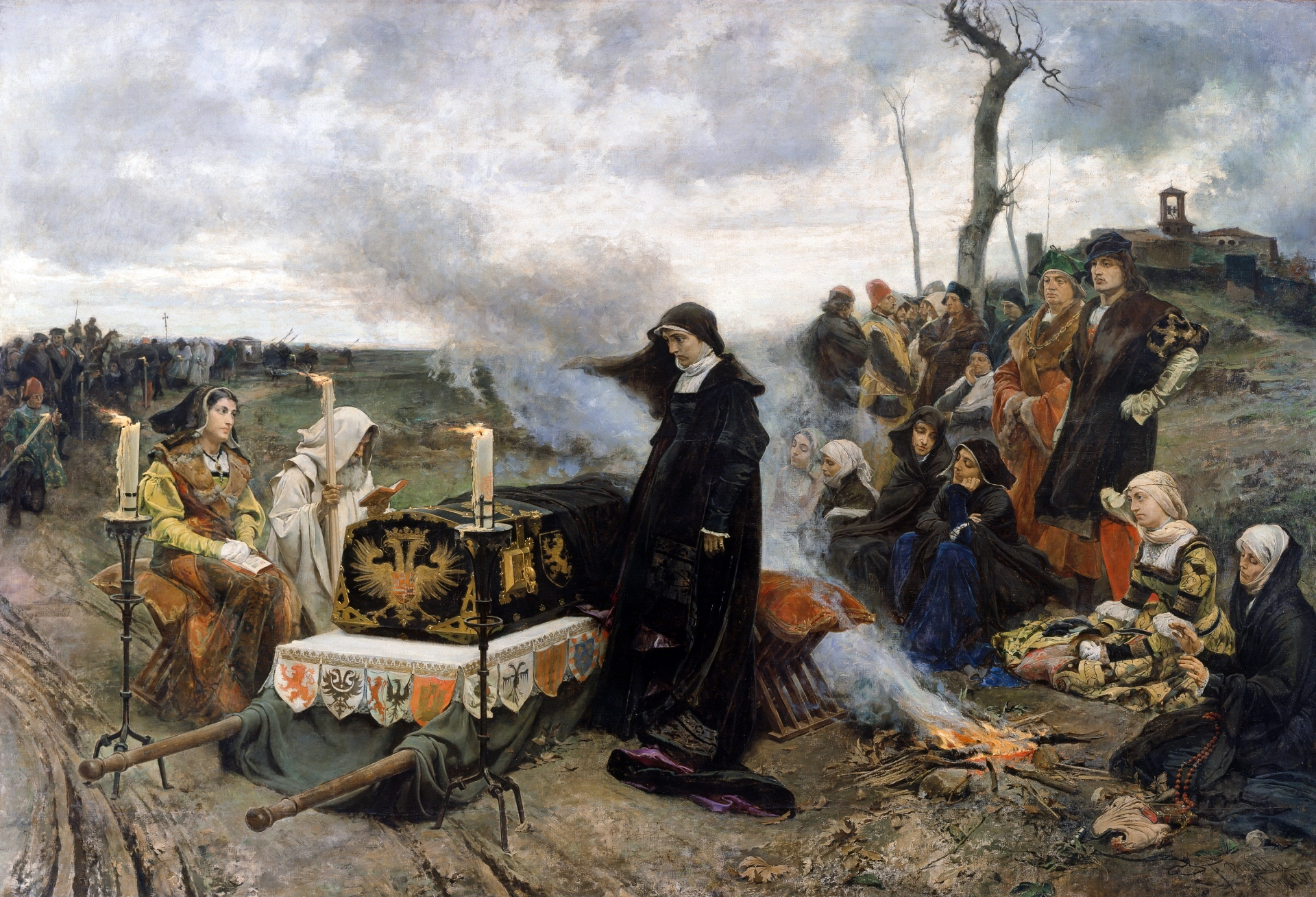
カスティーリャ女王、フアナ(1479-1555)、40年の幽閉生活の末に没。画像は、プラド美術館所蔵フランシスコ・プラディーリャ・オルティス画『狂女フアナ』（1877年）

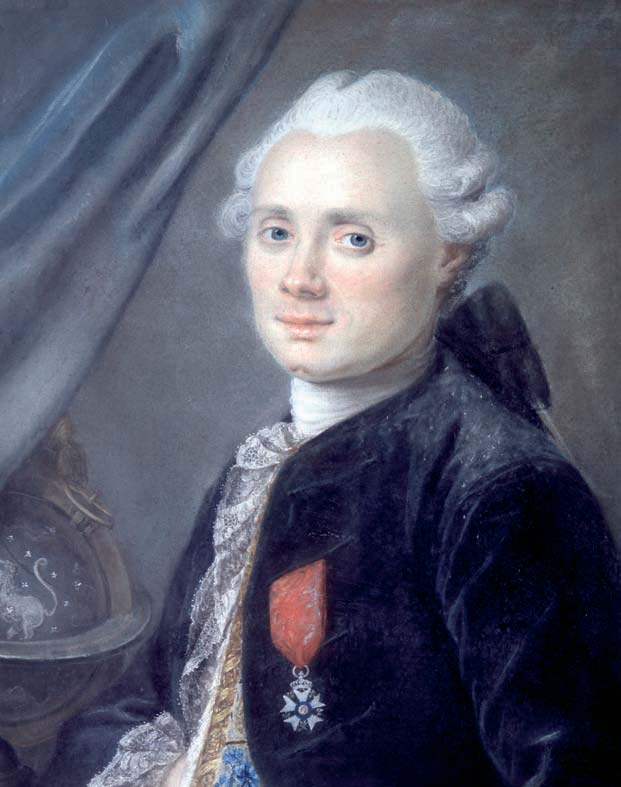
メシエカタログを作った天文学者シャルル・メシエ(1730-1817)没。

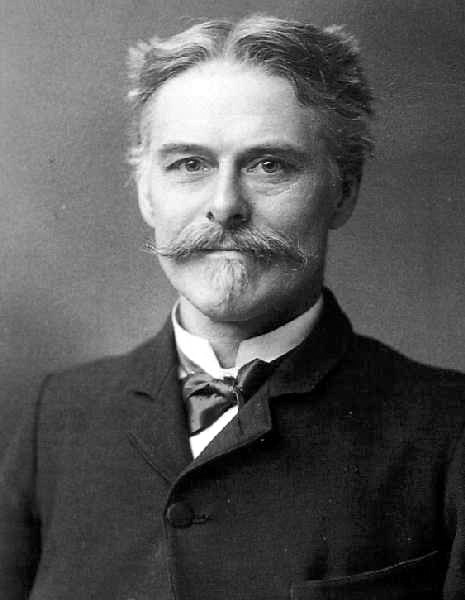
古生物学者エドワード・ドリンカー・コープ(1840-1897)。恐竜を含む絶滅した脊椎動物の新種を1000以上発見、命名した。

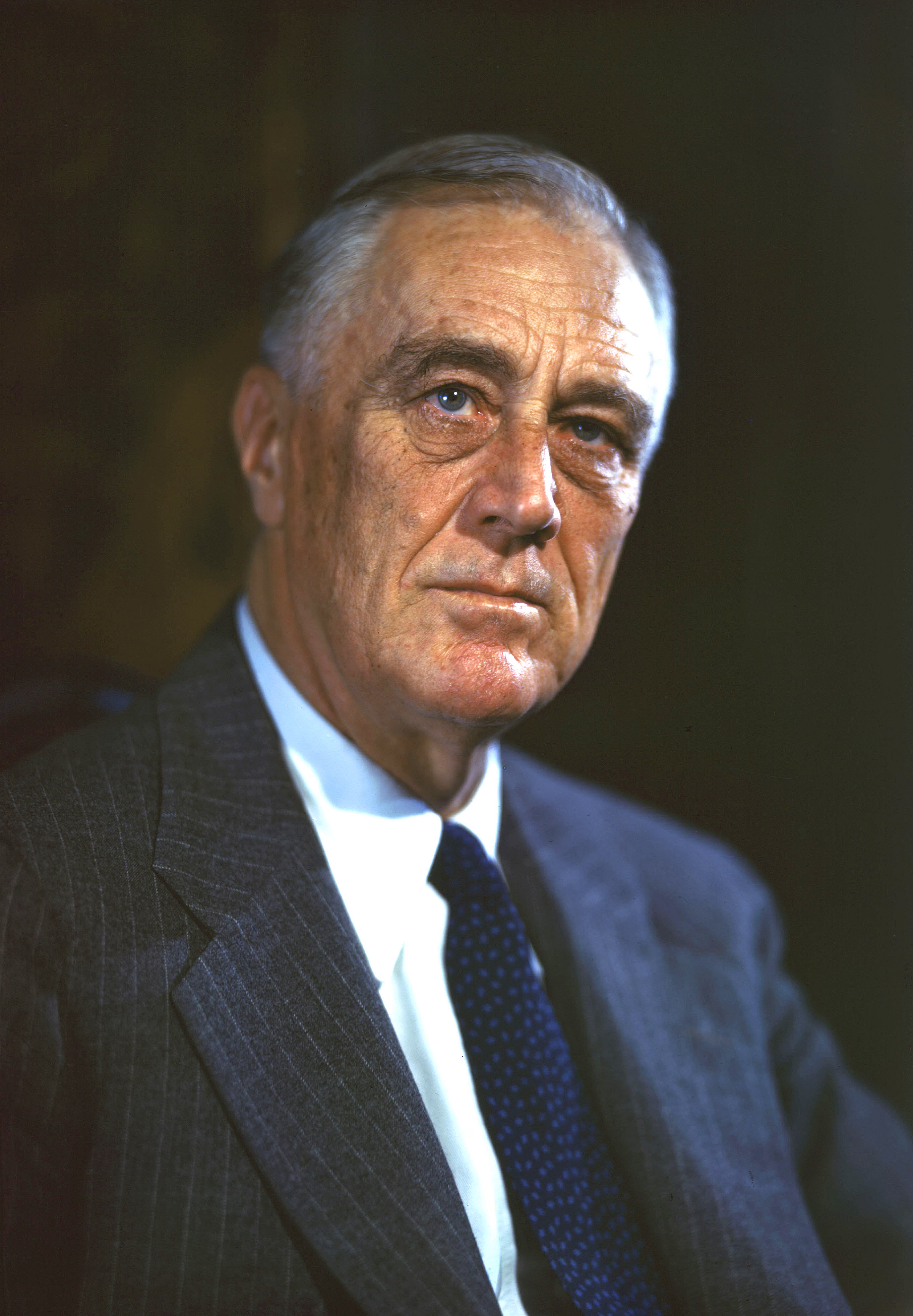
アメリカ合衆国大統領フランクリン・ルーズベルト(1882-1945)、第二次世界大戦中に脳卒中で没。

- 238年 - ゴルディアヌス1世、ローマ皇帝（* 159年頃）
- 1455年（康正元年3月26日） - 畠山持国、室町幕府の管領（* 1398年）
- 1550年 - クロード、ギーズ公（* 1496年）
- 1555年 - フアナ、カスティーリャ女王（* 1479年）
- 1638年（寛永15年2月28日） - 天草四郎（益田時貞）、島原の乱の指導者（* 1621年?）
- 1684年 - ニコロ・アマティ、ヴァイオリン製作者（* 1596年）
- 1695年 - ジャン＝バティスト・コルネイユ、画家（* 1649年）
- 1722年 - アントニオ・ザンキ、画家（* 1631年）
- 1774年 - レジノー・ウーティエ、天文学者、地理学者（* 1694年）
- 1782年 - ピエトロ・メタスタージオ、詩人、劇作家（* 1698年）
- 1814年 - チャールズ・バーニー、オルガン奏者、作曲家、音楽学者（* 1726年）
- 1817年 - シャルル・メシエ、天文学者（* 1730年）
- 1820年 - アーサー・ヤング (農学者)（英語版） - 農業学者（* 1741年）
- 1878年 - フランソワ・シューベルト、作曲家（* 1808年）
- 1897年 - エドワード・ドリンカー・コープ、古生物学者（* 1840年）
- 1902年 - マリー・アルフレッド・コルニュ、物理学者（* 1841年）
- 1908年 - アルトヴィグ・ドランブール、言語学者（* 1844年）
- 1910年 - ウィリアム・グラハム・サムナー、社会学者、人類学者（* 1840年）
- 1912年 - クララ・バートン、社会事業家、アメリカ赤十字設立者（* 1821年）
- 1922年 - フランティシェク・オンドジーチェク、ヴァイオリニスト、作曲家（* 1857年）
- 1938年 - フョードル・シャリアピン、バス歌手（* 1873年）
- 1938年 - 森田正馬、医学者、精神科神経科医、森田療法考案者（* 1874年）
- 1945年 - フランクリン・ルーズベルト、政治家、第32代アメリカ合衆国大統領（* 1882年）
- 1945年 - ヴィレーム・マテジウス、言語学者（* 1883年）
- 1946年 - 竹内悌三、サッカー選手（* 1908年）
- 1962年 - アントワーヌ・ペヴスナー、美術家、画家（* 1886年）
- 1967年 - 窪田空穂、歌人（* 1877年）
- 1971年 - イゴール・タム、物理学者（* 1895年）
- 1971年 - ウィントン・ケリー、ジャズピアニスト（* 1931年）
- 1974年 - ウィリアム・ルベイ、地質学者（* 1898年）
- 1975年 - アルフ・アンデシェン、スキージャンプ選手、1928年サンモリッツ五輪金メダリスト（* 1906年）
- 1975年 - ジョセフィン・ベーカー、ダンサー、歌手（* 1906年）
- 1977年 - 清水善造、テニス選手（* 1891年）
- 1977年 - 桑沢洋子、ファッションデザイナー、桑沢デザイン研究所・東京造形大学創立者（* 1910年）
- 1979年 - 船田中、政治家、第51代・第56代衆議院議長（* 1895年）
- 1980年 - ウィリアム・R・トルバート、政治家、リベリア大統領（* 1913年）
- 1981年 - 朝香鳩彦、皇族（* 1887年）
- 1981年 - ヘンドリク・アンドリーセン、作曲家（* 1892年）
- 1981年 - ジョー・ルイス、プロボクサー（* 1914年）
- 1985年 - 宮口精二、俳優（* 1913年）
- 1985年 - 東儀祐二、ヴァイオリニスト（* 1928年）
- 1988年 - アラン・ペイトン、作家、政治家（* 1903年）
- 1988年 - 浜口ミホ、建築家（* 1915年）
- 1989年 - ジョルジュ・セバスティアン、指揮者（* 1903年）
- 1989年 - シュガー・レイ・ロビンソン、プロボクサー（* 1921年）
- 1989年 - アビー・ホフマン、政治運動家、青年国際党共同創設者（* 1936年）
- 1990年 - 北川冬彦、詩人、映画評論家（* 1900年）
- 1990年 - 安西浩、実業家、元東京瓦斯社長（* 1901年）
- 1990年 - 三輪裕章、プロ野球選手（* 1921年）
- 1992年 - 番匠義彰、映画監督（* 1922年）
- 1992年 - 11代目山村新治郎、政治家、第61代運輸大臣、第7代農林水産大臣（* 1933年）
- 1993年 - 門井八郎、作詞家（* 1913年）
- 1994年 - 本名武、政治家、第2代沖縄開発庁長官、第19代総理府総務長官（* 1911年）
- 1995年 - 牟宗三、思想家、哲学者、新儒家（* 1909年）
- 1996年 - 関英雄、児童文学者（* 1912年）
- 1997年 - ジョージ・ワルド、生物学者（* 1906年）
- 1998年 - チャールズ・シブリー、生物学者（* 1917年）
- 1999年 - 畦地梅太郎、版画家（* 1902年）
- 2000年 - 仁内建之、声優（* 1933年）
- 2001年 - アルベルト・エレーデ、指揮者（* 1908年）
- 2001年 - ハーベイ・ボール、商業美術家（* 1921年）
- 2001年 - 大林太良、民族学者（* 1929年）
- 2002年 - 武内義範、宗教学者、浄土真宗僧侶、京都大学名誉教授（* 1913年）
- 2003年 - 山本正美、作曲家（* 1923年）
- 2003年 - 岡島一夫、政治家、元愛媛県今治市長（* 1932年）
- 2004年 - 素野福次郎、実業家、第3代TDK社長（* 1912年）
- 2004年 - 羽倉信也、銀行家、元第一勧業銀行頭取（* 1919年）
- 2004年 - 小杉信光、実業家、元沖電気工業社長（* 1923年）
- 2004年 - 山田千里、津軽三味線奏者（* 1931年）
- 2006年 - 黒木和雄、映画監督（* 1930年）
- 2007年 - ピエール・プロブスト、絵本作家（* 1913年）
- 2008年 - セシリア・カレッジ、フィギュアスケート選手（* 1920年）
- 2008年 - 千葉乗隆、僧侶、浄土真宗本願寺派安楽寺第26世住職、龍谷大学元学長・名誉教授（* 1921年）
- 2008年 - パトリック・ヒラリー、政治家、第6代アイルランド大統領（* 1923年）
- 2009年 - ハンス・クレッペン、スキージャンプ選手（* 1907年）
- 2009年 - 境勝太郎、騎手、調教師、競馬評論家（* 1920年）
- 2009年 - 田中文雄、小説家、映画プロデューサー（* 1941年）
- 2009年 - イヴ・セジウィック、社会学者（* 1950年）
- 2009年 - マリリン・チェンバース、ポルノ女優（* 1952年）
- 2010年 - ヴェルナー・シュレーター、映画監督、舞台演出家（* 1945年）
- 2011年 - 佐藤利三郎、通信工学者、東北大学名誉教授、東北学院大学名誉教授（* 1921年）
- 2013年 - 大友工、元プロ野球選手（* 1925年）
- 2013年 - 塚本学、歴史学者、国立歴史民俗博物館名誉教授（* 1927年）
- 2013年 - ロバート・バーン、チェスプレーヤー（* 1928年）
- 2013年 - 島田聡一郎、刑法学者（* 1974年）
- 2014年 - 田中岑、洋画家（* 1921年）
- 2014年 - ビバリー・ハンソン、プロゴルファー（* 1924年）
- 2015年 - 宮崎静夫、洋画家（* 1927年）
- 2016年 - 郷倉和子、日本画家（* 1914年）
- 2016年 - 大平透、俳優、声優、ナレーター（* 1929年）
- 2016年 - アーノルド・ウェスカー、劇作家（* 1932年）
- 2016年 - ボールズ・マホーニー、プロレスラー（* 1972年）
- 2017年 - 渡里杉一郎、実業家、元東芝社長（* 1925年）
- 2017年 - 松本俊夫、映画監督、映像作家（* 1932年）
- 2017年 - ペギー葉山、歌手、タレント、第7代日本歌手協会会長（* 1933年）
- 2018年 - 武田清子、思想史学者、国際基督教大学名誉教授（* 1917年）
- 2018年 - フレッド・カサック、小説家、脚本家、詩人（* 1928年）
- 2018年 - アーウィン・ゲージ、ピアニスト（* 1939年）
- 2019年 - 赤崎義則、政治家、元鹿児島県鹿児島市長（* 1927年）
- 2019年 - ジョン・マケナリー、俳優（* 1943年）
- 2019年 - トミー・スミス、サッカー選手（* 1945年）
- 2020年 - スターリング・モス、レーシングドライバー（* 1929年）
- 2020年 - 中西治、歴史学者、創価大学名誉教授（* 1932年）
- 2020年 - ティム・ブルック＝テイラー、俳優、コメディアン（* 1940年）
- 2020年 - 小林正則、実業家、元プリンスホテル社長（* 1947年）
- 2020年 - 坂東一彦、社会人野球指導者（* 1954年または1955年）
- 2020年 - 藤原啓治、声優、俳優（* 1964年）
- 2020年 - タバリス・ジャクソン、フットボール選手（* 1983年）
- 2021年 - シャーリー・ウィリアムズ、政治家、英国社会民主党共同創立者（* 1930年）
- 2021年 - 楊雄、政治家、元上海市長（* 1953年）
- 2022年 - 立石信雄、実業家、元オムロン会長（* 1936年）
- 2022年 - 松本孝[5]、実業家、三和実業、喫茶チェーン「英國屋」創業者（* 1934年）
- 2022年 - ギルバート・ゴットフリード、声優、俳優、コメディアン（* 1955年）
- 2022年 - イリーナ・ボロビエワ、フィギュアスケート選手（* 1958年）
- 2023年 - イヴォ・バフスカ、数学者（* 1926年）
- 2023年 - 山﨑孝明、政治家（* 1943年）
- 2023年 - 竹山洋、脚本家（* 1946年）
- 2023年 - ジャー・シャカ、レゲエミュージシャン（* 1948年頃）
- 2024年 - オルガ・フィコトワー、円盤投選手、1956年メルボルン五輪金メダリスト（* 1932年）
- 2024年 - 笹山晴生、歴史学者、東京大学名誉教授（* 1932年）
- 2024年 - エレノア・コッポラ、映画監督、女優（* 1936年）
- 2024年 - 佐川満男、歌手、俳優（* 1939年）
- 2024年 - ロベルト・カヴァリ、ファッションデザイナー（* 1940年）

## 記念日・年中行事

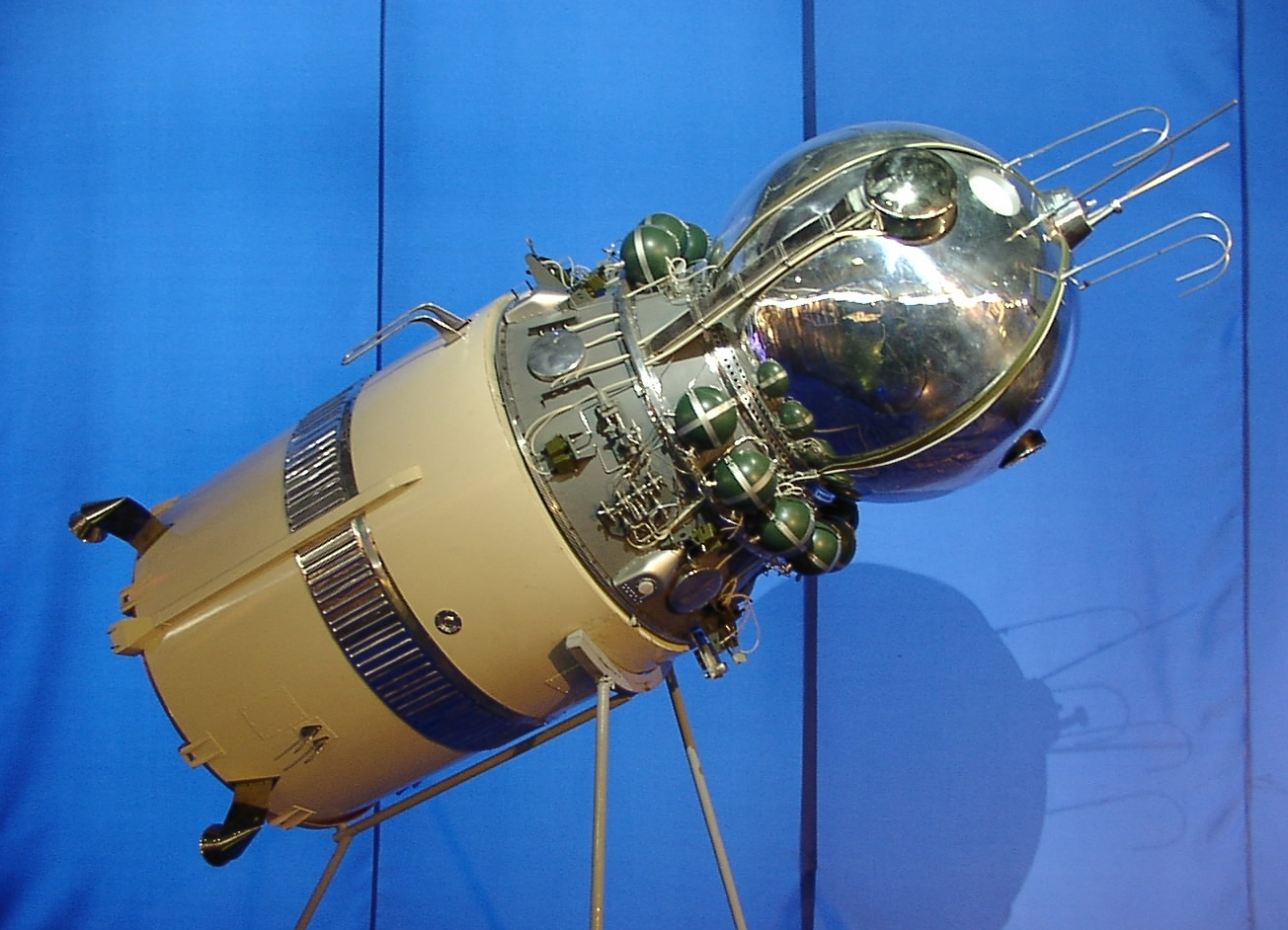
世界宇宙飛行の日。人類初の有人宇宙飛行となった宇宙船ボストーク1号打ち上げ(1961)を記念。

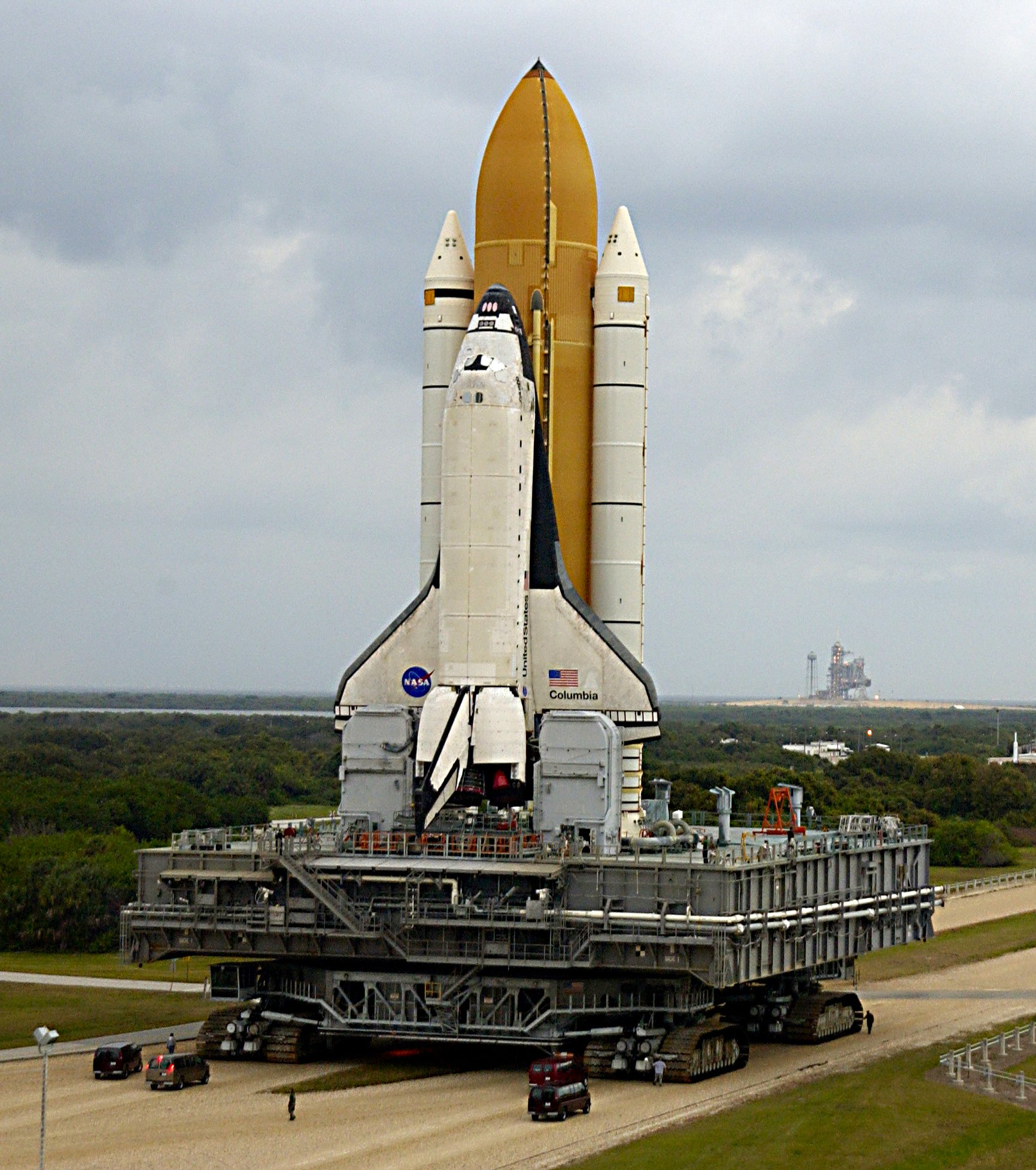
スペースシャトル・コロンビアの初打ち上げ(1981)も4月12日であった

- 世界宇宙飛行の日、ユーリーズナイト（ 世界）、宇宙飛行士の日（ ロシア）
1961年のこの日、ソ連が世界初の有人宇宙衛星船「ボストーク1号」の打ち上げに成功したことにちなむ。
- パンの記念日（ 日本）
パン食普及協議会が1983年3月に制定。天保13年旧暦4月12日（1842年5月21日）、伊豆韮山代官の江川英龍が軍用携帯食糧として作った乾パンが、日本で初めて焼かれたパンだといわれることから。また、毎月12日を「パンの日」としている。
- シャイニーカラーズの日（ 日本）
バンダイナムコエンターテインメントから配信されているスマートフォン向けブラウザゲーム「アイドルマスター シャイニーカラーズ」が2018年4月にサービスを開始したことを記念し、2020年に制定され日本記念日協会に認定された[6]。4と12でシャイニーカラーズの公式の略称「シャ（4）イ（1）ニー（2）」と読む語呂合わせから来ている。
- チエンマイ成立記念日
1296年のこの日、ラーンナー王朝のマンラーイ王によりチエンマイが成立したことを記念[7]。1996年のチエンマイ700周年記念にユネスコが参加したことにより有名になった。
- ジェネレーション・キカイダーDAY（ アメリカ合衆国ハワイ州）
ハワイでは石森章太郎原作の特撮ヒーロー番組「人造人間キカイダー」が、熱狂的に愛されており、ハワイ州知事によって4月12日が「ジェネレーション・キカイダー・デイ」に、マウイ郡長により5月19日が「キカイダー・ブラザーズ・デイ」に制定されている[8]。